# أوليفيا باكلي
أوليفيا فرانسيسكا باكلي Olivia Francisca Buckley (1799–1847) كانت عازفة هارب وأرغن وملحنة إنجليزية.
ولدت في لندن، وهي ابنة الملحن التشيكي جان لاديسلاف دوسيك والملحنة الاسكتلندية صوفيا كوري .  تعلمت أوليفيا العزف على القيثارة والبيانو على يد والدتها، وظهرت لأول مرة في سن الثامنة في أرجيل رومز.. 